# Hahnia anophthalma
Espèce
Hahnia anophthalma est une espèce d'araignées aranéomorphes de la famille des Hahniidae.

## Distribution
Cette espèce est endémique de la région de Béni Mellal-Khénifra au Maroc,. Elle se rencontre à El Ksiba dans la grotte Ifri N'Zemoure.

## Description
Le mâle holotype mesure 1,52 mm. Cette araignée est anophtalme.

## Systématique et taxinomie
Cette espèce a été décrite par Barrientos et Mederos en 2024.

## Publication originale
- Barrientos, Fadrique, Brañas & Mederos, 2024 : « Hahnia anophthalma sp. nov. Primera cita de la familia Hahniidae (Arachnida, Araneae) para Marruecos. » Revista Ibérica de Aracnología, vol. 44, p. 45-50.